# Chersotis alpestris
Chersotis alpestris är en fjärilsart som beskrevs av Jean Baptiste Boisduval 1837. Chersotis alpestris ingår i släktet Chersotis och familjen nattflyn. Inga underarter finns listade i Catalogue of Life.